# El Real de San Vicente
El Real de San Vicente är en ort i Spanien.   Den ligger i provinsen Toledo och regionen Kastilien-La Mancha, i den centrala delen av landet, 90 km väster om huvudstaden Madrid. El Real de San Vicente ligger 751 meter över havet och antalet invånare är 1 064.
Terrängen runt El Real de San Vicente är huvudsakligen kuperad, men åt sydost är den platt. Runt El Real de San Vicente är det glesbefolkat, med 8 invånare per kvadratkilometer. Närmaste större samhälle är Sotillo de la Adrada, 19,5 km nordost om El Real de San Vicente. Trakten runt El Real de San Vicente består i huvudsak av gräsmarker.